# Rugby Premier League 2011 (Namibia)
Die Saison 2011 der namibischen Rugby Premier League fand zwischen dem 2. April und Mitte September 2011 statt. 
Die Tabellenspiele waren gekennzeichnet von einer hervorragenden Leistung der Reho Falcon und einem desaströsen Auftreten der Wanderers, dem Vorjahresmeister, die kein Spiel gewinnen konnten. In den Finalrunde setzten sich die Reho Falcons durch und gewannen die namibische Meisterschaft 2011.

## Modus
Es treten acht Mannschaften in einer Hin- und Rückrunde gegeneinander an. Die besten vier Mannschaften qualifizieren sich für das Halbfinale, in dem der Tabellenerste gegen den viertplatzierten, der Zweite gegen den Dritten antritt. Deren Sieger spielen in einem Finalspiel in Windhoek um die namibische Meisterschaft. 
Es gibt keinen Absteiger.
Es gilt das WM-System.

## Tabellenspiele

### Abschlusstabelle
Stand: 25. August 2011 (14. Spieltag)
|    | Verein          | R  | S  | U | N  | SP  | SP+- | V+ | V- | B | TP |
| -- | --------------- | -- | -- | - | -- | --- | ---- | -- | -- | - | -- |
| 1. | Reho Falcon     | 14 | 11 | 0 | 3  | 441 | +143 |    |    |   | 58 |
| 2. | United          | 14 | 10 | 0 | 4  | 475 | +214 |    |    |   | 53 |
| 3. | Rehoboth        | 14 | 10 | 0 | 4  | 407 | 0+94 |    |    |   | 51 |
| 4. | Mariental       | 14 | 8  | 0 | 6  | 470 | +201 |    |    |   | 47 |
| 5. | Western Suburbs | 14 | 8  | 0 | 6  | 431 | 0+93 |    |    |   | 46 |
| 6. | Kudu            | 14 | 5  | 0 | 9  | 341 | 0-61 |    |    |   | 30 |
| 7. | UNAM            | 14 | 4  | 0 | 10 | 298 | −235 |    |    |   | 23 |
| 8. | Wanderers (M)   | 14 | 0  | 0 | 14 | 179 | −446 |    |    |   | 2  |

Quelle: Namibia Sport Magazine - Namibia Rugby Premier League
|     | Qualifizierungsplätze für Halbfinale |
| (M) | Namibischer Meister 2010             |

### Spieltage
| - 1. Spieltag (2. April 2011): - UNAM 16-33 Western Suburbs - Kudu 19-27 Mariental - United 45-16 Wanderers - Reho Falcon 44-26 Rehoboth - 3. Spieltag (16. April 2011): - Mariental 36-6 Wanderers - Rehoboth 33-28 Western Suburbs - Kudu 24-19 United - Reho Falcon 24-22 UNAM (27. April 2011) - 5. Spieltag (16. Mai 2011): - Rehoboth 20-19 United - Wanderers 7-30 Kudu - UNAM 13-56 Mariental - Western Suburbs 42-53 Reho Falcon - 7. Spieltag (11. Juni 2011): - Wanderers 12-52 Reho Falcon - Rehoboth 30-26 Mariental - Kudu 7-10 Western Suburbs - United 50-23 UNAM - 9. Spieltag (2. Juli 2011): - Western Suburbs 35-31 United - Mariental 18-22 Reho Falcon - Rehoboth ??-?? Wanderers - Kudu 41-19 UNAM (16. Juli 2011) - 11. Spieltag (24. Juli 2011): - UNAM 49-16 Wanderers - Western Suburbs 26-23 Mariental - Reho Falon 12-18 United - Rehoboth 36-21 Kudu - 13. Spieltag (6. August 2011): - Reho Falcon - Kudu (Reho Falcon nicht angetreten) - Wanderers 18-45 Western Suburbs - UNAM - Rehoboth (25. August 2011; UNAM nicht angetreten) - Mariental 20-28 United | - 2. Spieltag (9. April 2011): - Wanderers 10-22 Rehoboth - Reho Falcon 30-28 Mariental - UNAM 33-30 Kudu - United 40-19 Western Suburbs - 4. Spieltag (7. Mai 2011): - Wanderers 40-45 UNAM - Kudu 29-36 Rehoboth - Mariental 27-23 Western Suburbs - United 21-26 Reho Falcon - 6. Spieltag (28. Mai 2011): - United 37-7 Mariental - Western Suburbs 44-7 Wanderers - Rehoboth 39-37 UNAM - Reho Falcon 45-19 Kudu - 8. Spieltag (25. Juni 2011): - UNAM 31-29 Western Suburbs - Reho Falcon 24-21 Rehoboth - United 57-15 Wanderers - Mariental 67-0 Kudu - 10. Spieltag (9. Juli 2011): - Western Suburbs 26-30 Rehoboth - United 41-27 Kudu - Mariental 72-15 Wanderers - Reho Falcon 55-8 UNAM - 12. Spieltag (30. Juli 2011): - Reho Falcon 15-24 Western Suburbs - Mariental 40-0 UNAM - United 27-14 Rehoboth - Kudu 48-17 Wanderers - 14. Spieltag (20. August 2011): - Western Suburbs 45-6 Kudu - Mariental 23-20 Rehoboth - United 41-0 UNAM (24. August 2011) - Reho Falcon - Wanderers (Wanderers nicht angetreten) |

## Finalrunde

### Halbfinals
| 10. September 2011 | Hage-Geingob-Stadion, Windhoek | Reho Falcon | – | Mariental | 17:14 |
| 10. September 2011 | Hage-Geingob-Stadion, Windhoek | United      | – | Rehoboth  | 30:32 |

### Finale
| 17. September 2011 | Hage-Geingob-Stadion, Windhoek | Reho Falcon | – | Rehoboth | 21:19 |